# Davai, давай!
«Davai, давай!» — второй сплит-альбом в дискографии группы «Тараканы!» совместно с группой Scream of the Presidents.
Презентация альбома прошла 18 июня 2005 года в «СДК МАИ».

## Об альбоме
Альбом назван по одной из песен группы «SOBUT» с альбома «Road of Impulse» 2002 года;

## Песни
- «Gonna Hunt You Down» ранее издавалась на альбоме «Rockets from Russia»;
- «Моя идеология» ранее издавалась на сборнике «Высшая школа панка Vol.1»;
- «Мамы молоденьких дочек» и «Одна одна» — песни не попавшие в окончательный трек-лист альбома «Ракеты из России»;
- «Override Generation» — кавер-версия на песню японской группы «SOBUT». Ранее издавалась на коллекционном издании сборника «Лучшее. Враг хорошего», а также на альбоме «Freedom Street»;
- Песни группы «Scream of the Presidents» взяты с альбомов «2 Sick Bastards» 2004 года и «Who Killed the Monkey» 2005 года;
- Демоверсия песни «Sometime» в качестве скрытого трека издавалась на альбоме «Ракеты из России»;

Клип на песню «Sometime» снят во время российских гастролей «Scream of the Presidents» в 2004 году.

## Список композиций

### «Тараканы!»
1. «Тишина — это смерть» (Original Version) (Спирин / Спирин) — 3:41
2. «Gonna Hunt You Down» — 1:41
3. «Мамы молоденьких дочек» (Кежватов / Спирин) — 1:52
4. «Моя идеология» (Кежватов, Соловьёв, Спирин / Спирин) — 2:11
5. «Override Generation» (Yoshia) — 2:55
6. «Она одна» (Спирин / Спирин) — 2:04

### «Scream of the Presidents»
1. «Angry Fist Fuck You» — 3:11
2. «Home Boyz» — 2:25
3. «Who Killed the Monkey» — 2:29
4. «Poppin’ Rock Star» — 2:36
5. «Sometime» — 2:58

## Видеоклипы
«Тараканы!» — «Тишина — это смерть» (реж. Виталий Мухаметзянов)

«Scream of the Presidents» — «Sometime»

## История записи
Записано на разных студиях в период 2002—2005 (1—6)

## Над альбомом работали

### «Тараканы!»
- Дмитрий Спирин — вокал
- Дмитрий Кежватов — гитара
- Алексей Соловьёв — бас-гитара
- Сергей Прокофьев — барабаны

### «Scream of the Presidents»
- Moto — вокал, гитара
- Aota — гитара
- Michael Rile — вокал, бас-гитара
- Mr. Scream — барабаны